# Осяхъя
Осяхъя (устар. Осях-Я) — река в России, протекает по Берёзовскому району Ханты-Мансийского АО. Устье реки находится в 17 км по левому берегу реки Кырсим. Длина реки составляет 33 км. В 9 км от устья по левому берегу впадает река Мань-Осяхъя.

## Данные водного реестра
По данным государственного водного реестра России относится к Нижнеобскому бассейновому округу, водохозяйственный участок реки — Северная Сосьва, речной подбассейн реки — Северная Сосьва. Речной бассейн реки — (Нижняя) Обь от впадения Иртыша.
Код объекта в государственном водном реестре — 15020200112115300027698.